# Ben Sims
Ben Sims (San Antonio, 16 maggio 2000) è un giocatore di football americano statunitense che milita nel ruolo di tight end per i Green Bay Packers della National Football League (NFL).

## Carriera

### Minnesota Vikings
Dopo non essere stato scelto nel Draft NFL 2023, Sims firmò con i Minnesota Vikings. Nella pre-stagione ricevette 3 passaggi per 53 yard. Fu svincolato il 29 agosto 2023.

### Green Bay Packers
Il 31 agosto 2023 Sims firmò con i Green Bay Packers. Segnò il suo primo touchdown su passaggio di Jordan Love nella vittoria interna della settimana 13 contro i Kansas City Chiefs. La sua stagione da rookie si chiuse con 4 ricezioni per 21 yard e una marcatura disputando tutte le 17 partite, di cui una come titolare.